# 长城站 (韩国)
长城站（：／ Jangseong yeok */?）是湖南線沿線的一座鐵路車站，位于韓國全羅南道長城郡長城邑铃泉里，有KTX、ITX-新村及無窮花號等列車停靠。

## 历史
- 1912年12月1日 - 落成使用。
- 1950年7月18日 - 车站在朝鲜战争中烧毁。
- 1957年7月29日 - 车站重建完成。
- 1965年12月30日 - 新站舍启用。

## 相鄰車站
韓國鐵道公社
湖南線
安平－長城－林谷